# Цілинна ділянка (по межі полів №6 і №3, с. Лугівка)
Цілинна ділянка — ентомологічний заказник місцевого значення. Об'єкт розташований на території Токмацького району Запорізької області, по межі полів №6 і №3, село Лугівка.
Площа — 14 га, статус отриманий у 1984 році.